# 鹿西町
鹿西町（ろくせいまち）は、石川県能登地方にあった町。鹿島郡に属した。
2005年3月1日、隣接する鹿島町・鳥屋町との合併で中能登町になった。

## 地理

### 地形
能登半島の中ほど邑知（おうち）地溝帯に位置する。
- 山 ： 雷ヶ峰

### 隣接していた自治体
- 石川県
  - 羽咋市
  - 羽咋郡 ： 志賀町
  - 鹿島郡 ： 鹿島町 - 鳥屋町

## 歴史
1987年能登送水事業（手取川の水を能登半島へ供給する事業）の調整池工事の際に発見された弥生時代の遺跡 杉谷チャノバタケ遺跡から「日本最古のおにぎり」の化石が発掘されている。

### 沿革
- 1956年（昭和31年）
  - 9月30日 - 鹿島郡能登部町及び金丸村を廃し、その区域をもって鹿島郡鹿西町を設置する。
- 2005年（平成17年）
  - 3月1日 - 鹿島郡鳥屋町、鹿島町及び鹿西町を廃し、その区域をもって鹿島郡中能登町を設置する。

## 行政

### 町長
| 代 | 人 | 氏名       | 就任                       | 退任                       | 備考                 |
| -- | -- | ---------- | -------------------------- | -------------------------- | -------------------- |
| 1  | 1  | 丹後安太郎 | 1956年（昭和31年）10月28日 | 1957年（昭和32年）11月19日 |                      |
|    |    | 今井誠一   | 1957年（昭和32年）11月19日 | 1957年（昭和32年）12月10日 | 助役、町長職務執行者 |
| 2  | 2  | 室谷豊次郎 | 1957年（昭和32年）12月11日 | 1961年（昭和36年）12月10日 |                      |
| 3  | 2  | 室谷豊次郎 | 1961年（昭和36年）12月11日 | 1965年（昭和40年）12月10日 |                      |
| 4  | 2  | 室谷豊次郎 | 1965年（昭和40年）12月11日 | 1969年（昭和44年）12月10日 |                      |
| 5  | 2  | 室谷豊次郎 | 1969年（昭和44年）12月11日 | 1973年（昭和48年）12月10日 |                      |
| 6  | 3  | 三原久直   | 1973年（昭和48年）12月11日 | 1977年（昭和52年）12月10日 |                      |
| 7  | 4  | 黒氏理平   | 1977年（昭和52年）12月11日 | 1981年（昭和56年）12月10日 |                      |
| 8  | 4  | 黒氏理平   | 1981年（昭和56年）12月11日 | 1984年（昭和59年）11月8日  |                      |
|    |    | 中島武男   | 1984年（昭和59年）11月8日  | 1984年（昭和59年）11月17日 | 助役、町長職務執行者 |
| 9  | 5  | 谷為之     | 1984年（昭和59年）11月18日 | 1988年（昭和63年）11月17日 |                      |
| 10 | 5  | 谷為之     | 1988年（昭和63年）11月18日 | 1992年（平成4年）11月17日  |                      |
| 11 | 5  | 谷為之     | 1992年（平成4年）11月18日  | 1996年（平成8年）11月17日  |                      |
| 12 | 5  | 谷為之     | 1996年（平成8年）11月18日  | 2000年（平成12年）11月17日 |                      |
| 13 | 6  | 宮川惣輔   | 2000年（平成12年）11月18日 | 2004年（平成16年）11月17日 |                      |
| 14 | 6  | 宮川惣輔   | 2004年（平成16年）11月18日 | 2005年（平成17年）2月28日  |                      |

- 町長 - 宮川 惣輔（みやかわ・そうすけ）

### 庁舎
鹿西町役場として使用されていた庁舎が、合併後、中能登町鹿西庁舎（中能登町能登部下85部）として利用されていたが、老朽化のため、2021年1月29日に閉庁した。

## 施設

### 警察
- 石川県警察
  - 七尾警察署（七尾市）
    - 鹿西駐在所

### 消防
- 七尾鹿島広域圏事務組合
  - 消防本部（七尾市）
    - 鹿南消防署（鹿島町）

### 郵便
- 929-1521 金丸
- 929-1602 能登部上
- 929-1604 能登部下

### 娯楽
- 下出劇場 - 映画館

## 教育

### 高等学校
- 石川県立鹿西高等学校

### 中学校
- 鹿西町立鹿西中学校

### 小学校
- 鹿西町立能登部小学校
- 鹿西町立金丸小学校

### 社会教育
- 能登上布会館

## 交通

### 鉄道
- 西日本旅客鉄道（JR西日本）
  - 七尾線 ： 金丸駅 - 能登部駅

## 名所・旧跡
- 雨の宮古墳群
- 杉谷チャノバタケ遺跡

## 祭事・催事
- おにぎりの里フェスティバル